# كيندال هارمون
كيندال هارمون (بالإنجليزية: Kendall Harmon)‏ هو عالم عقيدة أمريكي، ولد في 1960.